# NICE FLIGHT!
《NICE FLIGHT!》是於2022年7月22日至9月9日在朝日電視台的「週五晚間連續劇」時段播出的日本電視劇，由玉森裕太主演。
台灣由KKTV、friDay影音於7月23日起跟播，MyVideo則於7月25日起跟播。

## 演員列表

### 主要人物
- 倉田粹〈31〉：玉森裕太（Kis-My-Ft2）[1]

主人公。日本航空副機長。
- 澀谷真夢〈34〉：中村杏[1]

女主角。羽田機場航空管制員。出身於青森縣。

### 羽田機場

#### 東京國際機場管制保安部
- 夏目幸大〈28〉：阿部亮平（Snow Man）[2]

航空管制員。歸國子女，擁有氣象預報士的資格。
- 河原霞〈27〉：玉城蒂娜[3]

管制員訓練生。
- 五十嵐太一：大河内浩

次席航空管制官。

### JAL（日本航空）
- 喜多見七海〈46〉：吉瀬美智子[3]

機長。倉田粹的前輩。已婚有子。
- 酒木James：尾上右近[3]

航空維修員；單親爸爸。
- 飯塚理香子〈35〉：黑川智花[3]

機艙服務員（CA）；乘務長。與真夢是同鄉。
- 村井雄太郎：丸山智己

機長。與喜多見是同期。
- 本谷光希：筧美和子

地勤人員。

## 製作團隊
- 編劇：衛藤凛
- 配樂：澤田完
- 主題曲：Kis-My-Ft2「Two as One」（MENT RECORDING）
- 執行製作人：中川慎子（朝日電視台）
- 製作人：神田 Emi 亞希子（朝日電視台）、田中真由子（朝日電視台）、森一季（MMJ）
- 協力：日本航空
- 導演：寶來忠昭、木内健人
- 製作：朝日電視台、MMJ

## 播出日程
| 集數   | 播出日期 | 副標題 | 日文標題                          | 中文標題 (friDay影音)    | 導演     |
| ------ | -------- | ------ | --------------------------------- | ------------------------ | -------- |
| 第1話  | 7月22日  |        |                                   | 默默守護空中安全的人     | 宝来忠昭 |
| 第2話  | 7月29日  |        |                                   | 訓練中的重逢             | 宝来忠昭 |
| 第3話  | 8月05日  |        |                                   | 當你找到一直在尋找的聲音 | 木内健人 |
| 第4話  | 8月12日  |        |                                   | 仲夏的海邊               | 木内健人 |
| 第5話  | 8月19日  |        |                                   | 煙火的約定               | 宝来忠昭 |
| 第6話  | 8月26日  |        |                                   | 注定愛上飛行員?          | 木内健人 |
| 第7話  | 9月02日  |        |                                   | 產生誤會                 | 宝来忠昭 |
| 最終話 | 9月09日  |        | [] 错误：{{Lang}}：无文本（帮助） | 愛與奇蹟起飛             | 宝来忠昭 |

## 播放平台
| 頻道/影音  | 播放地區 | 播出日期      |
| ---------- | -------- | ------------- |
| KKTV       | 臺灣     | 2022年7月23日 |
| friDay影音 | 臺灣     | 2022年7月23日 |
| MyVideo    | 臺灣     | 2022年7月25日 |

## 衍生劇集

### 網路電視劇
衍生劇集《NICE CONTROL!》於網路動畫平台・TELASA獨家播出。由阿部亮平（Snow Man）主演，描寫其飾演的管制官・夏目幸大與玉城蒂娜飾演的管制官・河原霞2位管制官的成長。

#### 登場人物（網路電視劇）
- 夏目幸大：阿部亮平（Snow Man）[5]
- 河原霞：玉城蒂娜[5]
- 飯塚理香子：黑川智花[6]

#### 製作團隊（網路電視劇）
- 編劇：福圭祐
- 導演：日暮謙
- 總製作人：中川慎子
- 製作人：神田Emi亞希子、小林麻衣子、森一季
- 制作：朝日電視台、MMJ

#### 播放日程（網路電視劇）
| 集數   | 播放開始日 |
| ------ | ---------- |
| 第1話  | 8月20日    |
| 第2話  | 8月27日    |
| 最終話 | 9月03日    |

## 外部連結
- 官方网站
- 電視劇的X（前Twitter）
- 電視劇的Instagram帳戶

| 日本 朝日電視台 週五晚間連續劇             | 日本 朝日電視台 週五晚間連續劇         | 日本 朝日電視台 週五晚間連續劇 |
| ------------------------------------------ | -------------------------------------- | ------------------------------ |
|                                            | NICE FLIGHT! （2022年7月22日－9月9日） |                                |
| 男扮女裝家政婦5 （2022年4月22日－6月10日） | 首先出布 （2022年10月28日－12月16日）  |                                |